# Cristaloquímica
Cristaloquímica [a]  é uma disciplina autônoma da ciência dos cristais, destinada a investigar os aspectos químicos dos cristais e de suas formações microscópicas essenciais (estruturas cristalinas).
Como disciplina própria, não se confunde com cristalografia, de cunho mais especificamente descritivo (crescimento, forma e geometria dos cristais), embora mantenham entre si vínculos estreitos.